# Lista de monarcas de Bora Bora

Bandeira do Reino de Bora Bora.

Esta é a lista de monarcas de Bora Bora. Os governantes nativos de Bora Bora eram conhecidos como "Ariki" ou "Chefes", que foram traduzidos para o Ocidente como rei ou rainha.  Os monarcas reinaram independentemente até 1888, quando a ilha foi anexada a Polinésia Francesa, tendo sua última rainha Teriimaevarua III abdicado apenas em 1895. 

## Reis e rainhas de Bora Bora
| Nome              | Imagem | Reinado | Reinado | Casa   | Vida      | Notas                                                                                           |
| ----------------- | ------ | ------- | ------- | ------ | --------- | ----------------------------------------------------------------------------------------------- |
| Tapoa I           |        | 1778    | 1812    | Tapoa  | 1772-1812 | - Fundador do reino em 1788.                                                                    |
| Mai e Tefa'aora   |        | 1812    | 1831    | -      | ????-???  | - Regentes                                                                                      |
| Tapoa II          |        | 1812    | 1860    | Tapoa  | 1806-1860 | - Reinado mais longo dos reis de Bora Bora.                                                     |
| Teriimaevarua II  |        | 1860    | 1873    | Pōmare | 1841-1873 | - Filha da rainha taitiana Pōmare IV. - Eleita devido a falta de herdeiros do reinado anterior. |
| Teriimaevarua III |        | 1873    | 1895    | Pōmare | 1871-1932 | - Em seu reinado o país foi anexado á França. - Abdicou forçadamente em 1895.                   |